# 2001 в Україні
2001 в Україні — це перелік головних подій, що відбуваються у 2001 році в Україні. Також подано список відомих осіб, що народилися та померли в 2001 році. Крім того, зібрано список пам'ятних дат та ювілеїв 2001 року.

## Пам'ятні дати та ювілеї
- 700 років з часу початку правління Юрія І Львовича, що об'єднав під своєю владою всі землі Галицько-Волинської держави у 1301 році.
- 350 років з часу битви під Берестечком 18-30 червня 1651 року.
- 350 років з часу укладення Білоцерківського мирного договору 18 вересня 1651 року.
- 250 років з часу утворення гетьманом Кирилом Розумовським придворного театру в Глухові у 1751 році.
- 200 років з часу отримання Києво-Могилянською колегією статуса академії за указом московського царя Петра І[1].
- 150 років з часу розпуску австрійським урядом Головної Руської Ради у 1851 році.
- 100 років з часу утворення «Ревізійного союзу українських кооперативів» у 1901 році.
- 10-та річниця незалежності України.

### Видатних особистостей
- 800 років з часу народження Данила Галицького, галицько-волинського князя у 1201 році.
- 700 років з часу смерті Лева Даниловича (сина Данила Галицького) у 1301 році.
- 300 років з часу народження Василя Григоровича-Барського, українського православного письменника та мандрівника у 1701 році.
- 300 років з часу смерті Івана Величковського, українського письменника, поета, священика у 1701 році.
- 100 років з часу народження Миколи Петровича Глущенка, українського художника у 1901 році.
- 50 років з часу народження Леоніда Костянтиновича Каденюка, українського космонавта, першого космонавта незалежної України («Колумбія», 1997) у 1951 році.

## Події

### Січень
- 5 січня — Генеральна прокуратура України порушила кримінальну справу проти віце-прем'єр-міністра з питань паливно-енергетичного комплексу Юлії Тимошенко, звинуваченої в контрабанді і підлозі документів, а також в ухилянні від сплати податків у особливо великих розмірах у період, коли вона була президентом корпорації «Єдині енергетичні системи України».
- 15 січня — офіційне відкриття сайту «Вікіпедія» — вільної інтернет-енциклопедії, статті в якій може створювати і редагувати будь-який користувач інтернету.
- 20 січня — за поданням прокуратури, президент Леонід Кучма звільнив з посади Юлію Тимошенко — віце-прем'єр-міністра з питань ПЕК уряду Віктора Ющенка, звинуваченої у контрабанді, підлозі та приховуванні доходів.
- 26 січня — у Чорному морі затонув український теплохід «Пам'ять Меркурія», на борту якого було 54-и особи, що мав прибути до українського порту Євпаторія із Стамбула: 12 осіб загинули, 8 пропали безвісти.

### Лютий
- 10 лютого — у відставку було відправлено главу СБУ Леоніда Деркача (перша «жертва» «касетного скандалу»)[2].
- 13 лютого — заарештовано екс-віце-прем'єра Юлію Тимошенко у зв'язку з висунутими раніше обвинуваченнями. До 27 березня вона перебувала під вартою у слідчому ізоляторі Лук'янівської в'язниці, а потім була звільнена за рішенням суду, законність якого пізніше підтвердив Верховний суд України.

### Березень
- 9 березня:
  - в ході пікетування Адміністрації Президента учасниками акції «Україна без Кучми», які вимагали відставки Леоніда Кучми і силових міністрів, відбулися серйозні зіткнення з міліцією, у результаті яких постраждало кілька десятків чоловік. Правоохоронні органи заарештували 19 членів партії УНА-УНСО.
  - через виступи опозиції і масові безпорядки у Києві у відставку пішов міністр внутрішніх справ України Юрій Кравченко, який займав цю посаду з липня 1995 року. Новим міністром внутрішніх справ було призначено Юрія Смирнова.

### Квітень
- 26 квітня — український парламент відправила у відставку прем'єр-міністра України Віктора Ющенка, зазначивши у Постанові про недовіру його кабінету, що «діяльність уряду не привела до позитивних зрушень в економіці», і зокрема, відзначається інфляція, падіння економічних показників, зростання рівня бідності. Виступаючи з трибуни в день відставки, Ющенко закінчує свою мову словами: «Я іду, щоб повернутися».

### Травень
- 21 травня — Надзвичайним і повноважним послом Російської Федерації в Україні було призначено Віктора Черномирдіна.
- 29 травня — український парламент затвердив на посаді прем'єр-міністра України президента Українського союзу промисловців і підприємців, главу Партії промисловців і підприємців Анатолія Кінаха.

### Червень
- 23 — 27 червня — відбувся триденний офіційний візит глави Ватикану Папи римського Івана Павла II в Україну. Понтифік провів служби в Києві і Львові, які зібрали більше півтора мільйонів чоловік.

### Липень
- 3 липня — декілька невідомих напали на директора телерадіокомпанії «ТОР» міста Слов'янська Донецької області Ігоря Александрова і жорстоко побили його бейсбольними битами. 7 липня І.Александров помер.

### Серпень
- 24 серпня — на центральній вулиці Києва пройшов найбільший на той час військовий парад за участю солдатів і техніки всіх видів військ, який переглянули близько 50 тисяч чоловік. З нагоди 10-ї річниці незалежності в столицю України приїхали лідери іноземних держав, у тому числі російський президент Володимир Путін. Напередодні ювілею в Києві на реконструйованому Майдані Незалежності було відкрито монумент Незалежності.

### Жовтень
- 4 жовтня — над Чорним морем зазнав катастрофи пасажирський літак Ту-154М авіакомпанії «Сибирь», який виконував рейс за маршрутом Тель-Авів — Новосибірськ. Він впав у Чорне море, що привело до загибелі 78 громадян Росії та Ізраїлю.
- 30 жовтня — Україна ліквідувала останню з 46 шахтно-пускових установок міжконтинентальних твердопаливних ракет СС-24, виконавши таким чином свої зобов'язання в рамках договору СТАРТ-1.

### Грудень
- 5 грудня — розпочався перший Всеукраїнський перепис населення в Україні: загальна кількість населення України в 2001 році становила 48 млн. 457 тис. осіб (міського — 67,2 %, сільського — 32,8 %; чоловіків — 46,3 %, жінок — 53,7 %; на території країни проживало 37541,7 тис. українців (77,8 % від загальної кількості).

## Особи

### Призначено, звільнено
- 20 січня — Юлію Тимошенко — віце-прем'єр-міністра з питань ПЕК уряду Віктора Ющенка, звинувачена у контрабанді, підлозі та приховуванні доходів (звільнено).
- 9 березня — Юрій Кравченко, міністр внутрішніх справ України, який займав цю посаду з липня 1995 року. Новим міністром внутрішніх справ було призначено Юрія Смирнова.
- 26 квітня — Віктор Ющенко, прем'єр-міністр України (звільнено).
- 29 травня — Анатолій Кінах, прем'єр-міністра України (призначено).

### Народились
- 31 березня — Софія Михайлівна Тарасова, українська співачка, що представила Україну на Дитячому Євробаченні 2013 і посіла друге місце.
- 24 квітня — Соломія Андріївна Лук'янець, українська співачка.
- 3 серпня — Анна Леонідівна Трінчер, українська співачка, учасниця багатьох міжнародних конкурсів, у тому числі «Дитячого Євробачення 2015[3]» у місті Софія, Болгарія.

### Померли
- 26 березня — Юрій Семенович Некрасов (нар.1941 р.), український кінорежисер.
- 25 квітня — Віктор Максимович Банников (нар.1938 р.), український футболіст, воротар київського «Динамо», перший президент Федерації футболу України (1991—1996 рр.).
- 9 червня — Савва Якович Куліш (нар.1936 р.), український кінорежисер (Останні листи, Трагедія в стилі рок, Казки старого Арбату, Мертвий сезон).
- 25 червня — Курдидик Анатоль Петрович, український поет, письменник, журналіст.

## Засновані, створені
2001 рік